# Архангельский район (Архангельская область)
Архангельский район — административно-территориальная единица в составе Северного края и Архангельской области, существовавшая в 1929—1930 и 1952—1955 годах. Центр — Архангельск.

## История
Район был образован в Северном крае в 1929 году на территории бывшей Подгородней волости Архангельского уезда Архангельской губернии и вошёл в состав Архангельского округа. Делился на 3 рабочих посёлка (Бакарицкий имени Зеньковича, Исакогорский и Цигломенский) и 14 сельсоветов: Верхнекойдокурский, Заостровский, Ижемский, Исакогорский, Кехотский, Княжестровский, Коскогорский, Лисестровский, Лявленский, Нижнекойдокурский, Уемский, Цигломенский, Часовенский и Ширшинский.
В 1930 году Архангельский район Северного края был упразднён, а его территория разделена между Архангельском (к нему отошли все рабочие посёлки, Заостровский, Искагаорский, Лисестровский, Уемский, Цигломенский и Ширшинский с/с), Приморским (Ижемский и Часовенский с/с) и Холмогорским (Верхнекойдокурский, Кехотский, Княжеостровский, Коскогорский, Лявенский и Нижнекойдокурский с/с) районами.
Вторично Архангельский район с центром в Архангельске был образован уже в составе Архангельской области в 1952 году. В его состав из вошли 7 сельсоветов, переданных из административного подчинения города Архангельска — Заостровский, Кегостровский, Лисестровский, Пустошинский, Уемский, Цигломенский и Ширшинский.
7 октября 1955 года Архангельский район был упразднён, а его территория полностью вошла в состав Приморского района Архангельской области.